# Poixe
Poixe est une ancienne commune française du département de la Moselle en région Grand Est. Elle est rattachée à celle de Servigny-lès-Sainte-Barbe depuis 1812.

## Toponymie
Anciennes mentions : Poix (1404), Peux (xve siècle), Poich (1628), Pouche ou Poixe (1756), Poiche (1793), Poixe (1801),.
En lorrain : Pouech. En allemand : Pechdorf (1940-1944).

## Histoire
Poixe dépendait des Trois-Évêchés dans le bailliage de Metz ; sur le plan religieux, cette localité était une annexe de la paroisse de Failly.
La commune de Poixe est réunie à celle de Servigny-lès-Sainte-Barbe par décret du 21 août 1812,.

## Démographie
| 1793 | 1800 | 1806 |
| ---- | ---- | ---- |
| 111  | 103  | 107  |